# Schweizerische Arbeitsgruppe für Kriminologie
Die Schweizerische Arbeitsgruppe für Kriminologie (SAK) ist ein Schweizer Verein, der sich mit Kriminologie befasst.
Die Arbeitsgruppe möchte „Wissenschaftler, Fachleute und Praktiker regelmäßig miteinander zu aktuellen Themen ins Gespräch“ bringen.
Ihre Gründung wurde 1972 von Walter T. Haesler „an einer Sitzung des Schweizerischen Nationalkomitees für geistige Gesundheit“ vorgeschlagen. „Am 7. Dezember 1972 fand die erste Sitzung der neuen Arbeitsgruppe statt.“ 1974 veranstaltete sie in Olten ihre erste Tagung zum Thema „Jugendkriminalität und Schule“. Durch die internationale Tagung Neue Perspektiven der Kriminologie, die im selben Jahr im Gottlieb Duttweiler Institut in Rüschlikon stattfand, erlangte sie größere Bekanntheit.
Seit den 1980er Jahren findet die Tagung im März jeden Jahres in Interlaken statt.